# Медаль 100-летия короля Хокона VII
Медаль Столетия короля Хокона VII – памятная государственная награда Королевства Норвегия.

## История
Юбилейные мероприятия, посвящённые столетию короля Хокона VII отмечались в Норвегии 3 августа 1972 года. К этой дате была учреждена памятная медаль к столетию короля Хокона VII. Медаль предназначена для награждения членов королевской семьи, государственных чиновников и работников иностранных посольств.

## Описание
Медаль круглой формы из серебра с королевской геральдической короной на верху.
Аверс несёт на себе профильный портрет короля Хокона VII. По окружности надпись: «HAAKON VII NORGES KONGE».
На реверсе в центре королевская коронованная монограмма Хокона VII.
К короне прикреплено кольцо, при помощи которого медаль крепится к ленте.
 Лента медали шёлковая, муаровая, красного цвета с серебряной планкой, на которой выбита дата: «1872-1972».
Медаль, вручаемая женщинам, была прикреплена к ленте, сложенной бантом.